# Saskia Hippe
Saskia Hippe, född 16 januari 1991 i Berlin i Tyskland, är en volleybollspelare (vänsterspiker) som spelar med CSO Voluntari och Tysklands landslag.
Hippe började spela volleyboll med Köpenicker SC i hemstaden. Hon gick över till Dresdner SC 2008 och vann med dem både DVV-Pokal och CEV Challenge Cup 2010. Under säsongen 2007/2008 debuterade hon även i landslaget och deltog med dem vid VM 2010.
Under första halvan av 2010-talet spelade hon för flera klubbar både i Tyskland och utomlands. De största framgångarna hade hon med landslaget, med vilket det blev silver både vid EM 2011 och 2013. I Tjeckien vann hon både mästerskapet och cupen 2013. Den 2 november 2013 ådrog hon sig en korsbandsskada vilket hindrade henne från spel för resten av säsongen 2013/2014.
Hippe gick 2016 över till Olympiakos SFP med vilka hon flera gånger vunnit både mästerskapet och cupen. Dessutom vann hon den europeiska cupturneringen CEV Challenge Cup 2017–2018 med laget. Med landslaget deltog hon vid VM 2022.
Saskia har en syster, Laura, som även hon spelar volleyboll på elitnivå.